# Джон Дайтон
Джон Дайтон (англ. John Dighton, 1909—1989) — британський автор сценаріїв для театру і кіно, найбільш відомий за його роботами для Голлівуду. На 25-й церемонії «Оскар» (1953) був включений до номінації «За найкращий адаптований сценарій» (комедія «Людина у білому костюмі»), але нагорода була віддана Чарльзу Шнії за сценарій «Злі й гарні».
У 1954 році разом з Хантером отримав премію Гільдії сценаристів США за найкращий сценарій до фільму «Римські канікули». Справжнім автором сценарію був Далтон Трамбо. Однак той був включений до «Чорного списку Голлівуду», і його ім'я тоді ніде не називалося. Лише у грудні 2011 року Гільдія офіційно внесла зміни до опису фільму, вказавши авторство Трамбо. Втім, проблема авторства пролягала між Трамбо та Хантером. У співавторстві Дайтона в режисерському сценарії ніхто не сумнівався.

## Вибрана фільмографія
- 1949 — Добрі серця і корони